# Harald Bergstedt
Harald Alfred Bergstedt född Petersen 10 augusti 1877 i Køge, död 19 september 1965 i Köpenhamn, var en dansk författare.

## Författargärning
Harald Bergstedt skrev bland annat sångerna Solen er så rød, mor (1915), Hør den lille stær och Jeg ved en lærkerede. Då Tom Kristensen gick i självmordstankar och sökte upp nykteristen Bergstedt (som själv hade haft alkoholproblem) i Vanløse, tyckte Bergstedt att Kristensens skildring av sitt liv med alkoholen var så färgrikt att han uppmanade Kristensen att skriva en bok om hur det var att vara alkoholist i Köpenhman. Resultatet blev nyckelromanen Hærværk.
Bergstedt verkade länge som lärare, föredragshållare och journalist, och debuterade 1913 med diktboken Sange fra Provinsen, vilken 1915 följdes av en andra, 1920 av en tredje och 1921 av en fjärde del. Därutöver utgav han diktsamlingarna Bredere Vinger (1919), Onkel spiller (1921), Sang for alle Vinde (1928), samt den större berättande dikten Hans og Else (1916).
Som prosaförfattare vann Bergstedt stor framgång med satiren Aleksandersen (1919), som gjorde honom känd även utanför Danmark, och 1920 utgav han romanen Jørgensfesten. Som dramatiker har han framträtt med Fanden i Gammelby (1917), Peter Gormsens store Dag (1919), Aabys Rose (1920) och Ungdomskilden (1922).

## Politisk gärning
Bergstedt var i många år tidningen Social-Demokratens kulturmedarbetare och var den danska socialdemokratins ledande författarpersonlighet, men under ockupationen av Danmark övergick han till att bli övertygad nazist och blev 1942 medlem i Danmarks Nationalsocialistiske Arbejderparti. Bergstedt har själv givit uttryck för att hans övergång till nationalsocialismen var en logisk följd av socialdemokratins dubbelmoraliska inställning, som å ena sidan uppmanade till samarbete med nazisterna, men å andra sidan tog avstånd från den tyska ockupationen. I sina memoarer framhåller Bergstedt denna ståndpunkt och vill påvisa att hans förhållande till ockupationsmakten kom sig av ett försök att efterleva statsminister Thorvald Staunings ord om samarbete.
År 1946 dömdes Bergstedt till två års fängelse för landssvek till följd av sitt arbete för tidningen Fædrelandet och förlorade samma år sitt författarunderstöd. År 1947 uteslöts han ur Dansk Forfatterforening. Fram till 1963 var hans verk, till exempel sången Jeg ved en lærkerede satta i karantän och fick inte spelas i Danmarks Radio. 

## Verk i urval
- Sange fra provinsen, 1913–1921
- Alexandersen, 1918
- Hans og Else, versroman,  1920
- Fyraften, 1938
- Jødespørgsmålet, 1943
- Et liv i Folket. En uhelbredelig Socialists Erindringer, 1944
- Sange fra Gitteret. Med et Tilbageblik over et Liv og et Forfatterskab, 1948
- Feberen falder ("Sange fra Gitteret" – anden Bog), 1954